# 신용철
신용철(申容澈, 1964년 5월 14일 ~ )은 대한민국의 전 아나운서로, SBS에서 재직했다.
SBS 아나운서팀 부국장을 맡았으며, 1995년에 기자로 전직했다가 2001년에 아나운서팀으로 복귀했다.
2023년 3월 3일 SBS 산하의 문화재단인 서암재단의 사무처장으로 임명되면서 SBS를 퇴사했다.

## 학력
- 84학번 서울대학교 법과대학 사법학과 졸업
- 88학번 연세대학교 행정대학원 졸업
- 00학번 한양대학교 언론정보대학원 졸업

## 경력
- 1993 ~ 2023. 03 SBS 아나운서 공채 3기
- 1995 ~ 2000 SBS 편집부, 사회부 기자
- 2000 ~ 2006. 02 SBS 편성본부 아나운서
- 2006. 02 ~ 2008. 01 SBS 이사회사무처 차장
- 2008. 01 ~ 2023. 03 SBS 아나운서
- 2001 ~ 2022 서울여자대학교 언론영상학부 겸임교수
- 2004 Fulbright Visiting Scholar Graduate School of Journalism UC Berkeley
- 2014.11 ~ 2018 SBS 사장 직속 아나운서팀 팀장
- 2020 ~ 2023 SBS 콘텐츠전략본부 아나운서팀 · 부국장
- 2022 ~ 한양대학교 언론정보대학원 겸임교수
- 2023 ~ 서암 재단 사무처장

## 출연작
- 1995~1998 SBS 《출발 모닝와이드》
- 1996~1998 SBS 《SBS 뉴스라인》
- 2000~2005 SBS 《금요컬처클럽》
- 2000~2001 SBS 《한밤의 TV연예》
- 2001~2002 SBS 《생방송 모닝와이드》
- 2004.3.2~2005.4.22 SBS 《SBS 뉴스퍼레이드》
- 2005 SBS 《중소기업 대한민국의 힘》
- 2008.12.1~2009.4.24/2010.3.9~2014.11.7 SBS 《SBS 뉴스 (1000)》
- 2009.4.27~2009.10.1 SBS 《SBS 뉴스와 생활경제》
- 2009.10.5~2011.1 SBS 《SBS 12 뉴스》
- 2011~2014 SBS 《백세 건강스페셜》
- 2019.1~2023 SBS 러브FM 《SBS 낮 종합뉴스》
- 2019.11~2022.4 SBS  《톡톡 정보 브런치》
- 2020~2023 SBS 《열린TV 시청자 세상》

## 수상
- 2021 한국아나운서대회 대상
- 2005 한국아나운서대회 TV진행상

## 가족 관계
- 아버지: 신창동 ( 1927년 ~ 2012년 4월 9일)
- 어머니: 박양덕 (1931년 ~ 2025년 6월 20일)
- 형: 신의철
- 누나: 신미경, 신수경, 신혜경, 신지경